# Iglesia de Santa María (Maryborough)
La Iglesia de Santa María o la Iglesia católica de Santa María  (en inglés: St. Mary's Church o bien St. Mary's Catholic Church) es el nombre que recibe un edificio religioso que pertenece a la Iglesia católica y constituye una estructura protegida y clasificada como patrimonio situada en el 271-275 de la calle Adelaide, en Maryborough, una localidad de Queensland, en el este de Australia en un terreno donado originalmente a la Iglesia por el pionero de Maryborough James Cleary. El edificio fue terminado en 1872. 